# Provincia de Kalmar
La provincia de Kalmar (en sueco: Kalmar län) es una de las 21 provincias en que se organiza el país y está localizado en la parte oriental de Suecia. Desde tiempos históricos la posición estratégica en el mar Báltico y el contacto con las naciones bálticas ha sido un factor importante para el comercio y la navegación en la región.
Cuenta con un gobierno civil o länsstyrelse, el cual es dirigido por un gobernador nombrado por el gobierno sueco. También posee una diputación provincial o landsting, la cual es la representación municipal nombrada por el electorado de la provincia. 

## Historia
En 1634, la forma de gobierno sueca §24 estableció la división de Suecia en condados, y el condado de Kalmar se convirtió en un condado por derecho propio con Kalmar como sede. El condado se formó a partir del condado del Castillo de Kalmar, Tjust y Öland y se denominó inicialmente condado de Kalmar y Öland.
Durante el periodo 1645-1679, partes del actual condado (oriental) de Kronoberg también estuvieron incluidas durante algunos periodos de tiempo. En 1679-1680 el condado se unió con los condados de Jönköping y Kronberg, formando el condado de Småland. 1680-1683 el condado se unió con Blekinge en un gobierno general. 1819-1824 Öland formó su propio condado, Ölands län.
Toda la zona pertenecía a la diócesis de Linköping antes de 1605, luego la parte sur (Möre y Handbörd) pasó a pertenecer a la diócesis de Kalmar hasta 1915, cuando esa parte fue transferida a la diócesis de Växjö.
Desde 1863 hasta 1970, el condado estuvo dividido administrativamente en dos mitades, Kalmar läns norra landsting con Västervik como ciudad principal y Kalmar läns södra landsting con Kalmar como ciudad principal.

## Geografía
Su paisaje es relativamente variado: Tjustbygdens urbergsskärgårdar y los paisajes de la Edad de Bronce, Kalmarsundskustens praderas adornadas con robles y auténticas comunidades costeras, Kristdalatrakten piezas vivas de la vieja Suecia, Glasrikets peculiares comunidades industriales, Ölands, molinos de viento y pueblos de la rueda están todos dentro del condado. Las costas del norte y del sur son diferentes: en la cuenca marítima septentrional, las olas del mar Báltico ruedan contra las rocas de granito de la época primitiva de la Tierra; en el sur, la última edad de hielo ha creado archipiélagos de morrenas de piedra y grava y playas de arena.
En el norte del condado de Kalmar hay una zona de ribera con numerosos lagos y pueblos pintorescos como Djursdala y Hjorted. También hay ejemplos de varios pueblos antiguos no distinguidos y bien conservados, como el pueblo de Stensjö y el de Lunds, en la carretera entre Oskarshamn y Västervik.
El condado de Kalmar cuenta con dos parques nacionales, 14 zonas de conservación de la naturaleza y más de 100 reservas naturales.

## Administración
El Consejo de la provincia de Kalmar es responsable de cubrir las necesidades en atención médica, atención dental, transporte público, cultura y educación adicional.

## Municipios de la provincia de Kalmar
|  | - Emmaboda - Hultsfred - Högsby - Kalmar - Mönsterås - Nybro - Oskarshamn - Torsås - Vimmerby - Västervik En Öland: - Borgholm - Mörbylånga |